# 다시 피는 꽃
"다시 피는 꽃"은 한국에서 제작된 이봉래 감독의 1959년 영화이다. 문정숙 등이 주연으로 출연하였고 이래원 등이 제작에 참여하였다.

## 출연

### 주연
- 문정숙
- 박성대
- 김승호

### 조연
- 주증녀
- 이민자
- 허장강
- 김동원
- 윤일봉

## 기타
- 조명: 박창호
- 녹음: 손인호
- 미술: 박석인